# Conquête japonaise de la Birmanie
Campagne de Birmanie
Batailles
Invasion japonaise de la Birmanie :
- Rivière Bilin
- Pont de la Sittang
- Pégou
- Barrage routier de Taukkyan
- Route Yunnan-Birmanie (Tachiao
- Oktwin
- Taungû)
- Shwedaung
- Prome
- Yenangyaung

Opérations en Birmanie (1942-1943) :
- Arakan
- The Hump
- Chindits
- Nord de la Birmanie et ouest du Yunnan

Opérations en Birmanie en 1944 :
- Chindits (2)
- Admin Box
- U-Go (Imphal
- Sangshak
- Court de tennis
- Kohima)
- Myitkyina
- Mogaung
- Mont Song

Opérations en Birmanie (1944-1945) :
- Meiktila et Mandalay
- Pakokku et Irrawaddy
- Colline 170
- Île de Ramree
- Tanlwe Chaung
- Dracula
- Elephant Point
- Coude de la Sittang

La conquête japonaise de la Birmanie marque la première phase de la campagne de Birmanie du théâtre Sud-Est asiatique, de janvier à mai 1942. Elle voit les forces britanniques et chinoises tenter de repousser une offensive de l'empire du Japon en Birmanie. Elle voit la fin de la Birmanie britannique et prépare la création de l'État de Birmanie.